# Jean-Sébastien Dea
Jean-Sébastien Dea, född 8 februari 1994, är en kanadensisk professionell ishockeyforward som är kontrakterad till NHL-laget Buffalo Sabres och spelar för deras farmarlag Rochester Americans i AHL. 
Han har tidigare spelat på NHL-nivå för Pittsburgh Penguins och New Jersey Devils och på lägre nivåer för Springfield Thunderbirds och Wilkes-Barre/Scranton Penguins i AHL, Wheeling Nailers i ECHL och Huskies de Royun-Noranda i LHJMQ.

## Spelarkarriär

### NHL

#### Pittsburgh Penguins (I)
Dea blev aldrig draftad av någon NHL-organisation men skrev på ett treårigt entry level-kontrakt med Pittsburgh Penguins värt 1,82 miljoner dollar den 17 september 2013.
Han skrev på ett nytt ettårskontrakt med klubben den 21 augusti 2017 värd 650 000 dollar och förlängde kontraktet med ett år den 28 juni 2018 till ett värde av 650 000 dollar.

#### New Jersey Devils
Han placerades på waivers av Penguins den 28 september 2018 och plockades av New Jersey Devils.

#### Pittsburgh Penguins (II)
Devils placerade honom på waivers den 29 november 2018 och han plockades då av sin gamla klubb Pittsburgh Penguins.

#### Florida Panthers
Den 25 februari 2019 tradades han till Florida Panthers i utbyte mot Chris Wideman.

#### Buffalo Sabres
Den 1 juli 2019 skrev han på ett tvåårskontrakt med Buffalo Sabres värt 1,4 miljoner dollar.

## Statistik
| 2010–2011    | Riverains du Collège Charles-Lemoyne | LHMAAAQ      | 42  | 26  | 29  | 55  | 28  | 5  | 6  | 3  | 9  | 6  |
| 2011–2012    | Huskies de Rouyn-Noranda             | LHJMQ        | 50  | 17  | 15  | 32  | 42  | 4  | 1  | 2  | 3  | 0  |
| 2012–2013    | Huskies de Rouyn-Noranda             | LHJMQ        | 68  | 45  | 40  | 85  | 59  | 14 | 12 | 9  | 21 | 24 |
| 2013–2014    | Huskies de Rouyn-Noranda             | LHJMQ        | 65  | 49  | 26  | 75  | 53  | 9  | 6  | 3  | 9  | 12 |
|              | Wilkes-Barre/Scranton Penguins       | AHL          | 1   | 0   | 0   | 0   | 0   | —  | —  | —  | —  | —  |
| 2014–2015    | Wilkes-Barre/Scranton Penguins       | AHL          | 43  | 10  | 11  | 21  | 16  | 4  | 0  | 0  | 0  | 2  |
|              | Wheeling Nailers                     | ECHL         | 14  | 4   | 3   | 7   | 6   | —  | —  | —  | —  | —  |
| 2015–2016    | Wilkes-Barre/Scranton Penguins       | AHL          | 75  | 20  | 16  | 36  | 13  | 10 | 0  | 0  | 0  | 18 |
| 2016–2017    | Pittsburgh Penguins                  | NHL          | 1   | 0   | 0   | 0   | 2   | —  | —  | —  | —  | —  |
|              | Wilkes-Barre/Scranton Penguins       | AHL          | 73  | 18  | 16  | 34  | 59  | 5  | 2  | 1  | 3  | 4  |
| 2017–2018    | Pittsburgh Penguins                  | NHL          | 5   | 1   | 0   | 1   | 2   | —  | —  | —  | —  | —  |
|              | Wilkes-Barre/Scranton Penguins       | AHL          | 70  | 18  | 32  | 50  | 69  | 3  | 0  | 1  | 1  | 0  |
| 2018–2019    | New Jersey Devils                    | NHL          | 20  | 3   | 2   | 5   | 6   | —  | —  | —  | —  | —  |
|              | Pittsburgh Penguins                  | NHL          | 3   | 1   | 0   | 1   | 2   | —  | —  | —  | —  | —  |
|              | Wilkes-Barre/Scranton Penguins       | AHL          | 26  | 6   | 16  | 22  | 40  | —  | —  | —  | —  | —  |
|              | Springfield Thunderbirds             | AHL          | 3   | 3   | 1   | 4   | 4   | —  | —  | —  | —  | —  |
| 2019–2020    | Buffalo Sabres                       | NHL          | 1   | 0   | 0   | 0   | 0   | —  | —  | —  | —  | —  |
|              | Rochester Americans                  | AHL          | 32  | 11  | 13  | 24  | 16  | —  | —  | —  | —  | —  |
| NHL totalt   | NHL totalt                           | NHL totalt   | 30  | 5   | 2   | 7   | 12  | —  | —  | —  | —  | —  |
| AHL totalt   | AHL totalt                           | AHL totalt   | 340 | 94  | 115 | 209 | 254 | 22 | 2  | 2  | 4  | 24 |
| LHJMQ totalt | LHJMQ totalt                         | LHJMQ totalt | 183 | 111 | 81  | 192 | 154 | 27 | 19 | 14 | 33 | 36 |